# Lužany pri Topli
Lužany pri Topli es un municipio del distrito de Svidník en la región de Prešov, Eslovaquia, con una población estimada a final del año 2024 de 247 habitantes.
Se encuentra ubicado en el centro-norte de la región, cerca del río Ondava (cuenca hidrográfica del río Tisza) y de la frontera con  Polonia.

## Demografía
| Año        | 1994 | 2004    | 2014    | 2024    |
| ---------- | ---- | ------- | ------- | ------- |
| Población  | 248  | 259     | 261     | 247     |
| Diferencia |      | +4,43 % | +0,77 % | −5,36 % |

| Año        | 2023 | 2024    |
| ---------- | ---- | ------- |
| Población  | 255  | 247     |
| Diferencia |      | −3,13 % |